# Gorenji Podboršt pri Veliki Loki
Gorenji Podboršt pri Veliki Loki je naselje v občini Trebnje.
Gorenji Podboršt pri Veliki Loki je razloženo naselje severovzhodno od Velike Loke. Hiše so raztresene po položnem prisojnem pobočju nizkega hrbta pod gozdom Tičnico, ki se razprostira med Trebanjskim vrhom, Iglenikom in Malo Ševnico. Njive Zglavnice, Pod vrtino, Krančdol, Hrib, Breznica in Podrena so na položnejših legah, med njivami so travniki, na vzhodu, jugovzhodu in severovzhodu pa mešani gozdovi Pri pilu, Pri studencu, Pri zidanci, Pri jami in v Kravji dolini. V bližini naselja so studenci Žlebiček, studenec v gozdu Zajki ter v Hladni dolini.